# Línea 28 de TMB
La línea 28 fue una línea regular de autobús urbano de la ciudad de Barcelona, gestionada por la empresa TMB, sustituida el 18 de noviembre de 2013 por la línea V17 de la Red Ortogonal de Autobuses de Barcelona. Realizaba su recorrido entre la plaza de Cataluña y El Carmelo, con una frecuencia en hora punta de 8-11 min.

## Horarios
| 28         | Primer servicio A: Carmelo | Primer servicio A: Pl. Cataluña | Último servicio A: Carmelo | Último servicio A: Pl. Cataluña |
| Laborables | 05:30                      | 05:00                           | 23:10                      | 22:40                           |
| Sábados    | 06:30                      | 06:00                           | 23:10                      | 22:40                           |
| Festivos   | 06:30                      | 06:00                           | 23:10                      | 22:40                           |

## Recorrido
- De Pl. Cataluña a El Carmelo por: Rda. San Pedro, Pau Claris, Gran Vía, Pº Gracia, Grande de Gracia, Pl. Lesseps, Av. Hospital Militar, Bolívar, Viaducto de Vallcarca, Pº Nuestra Señora del Coll, Santuario y Gran Vista
- De El Carmelo a Pl. Cataluña por: Gran Vista, Santuario, Pº Nuestra Señora del Coll, Viaducto de Vallcarca, Av. República Argentina, Pl. Lesseps, Av. Príncipe de Asturias, Av. Diagonal, Pº de Gracia y Rda. San Pedro.

## Otros datos
| Prestación                   | Disponibilidad en la línea |
| ---------------------------- | -------------------------- |
| Adaptada a                   | Sí                         |
| TMB iBus (tiempo de espera ) | Sí                         |
| Pantallas informativas       | Sí                         |
| Línea de tránsito rápido     | No                         |
| Circulaba en días festivos   | Sí                         |